# Paytakaran

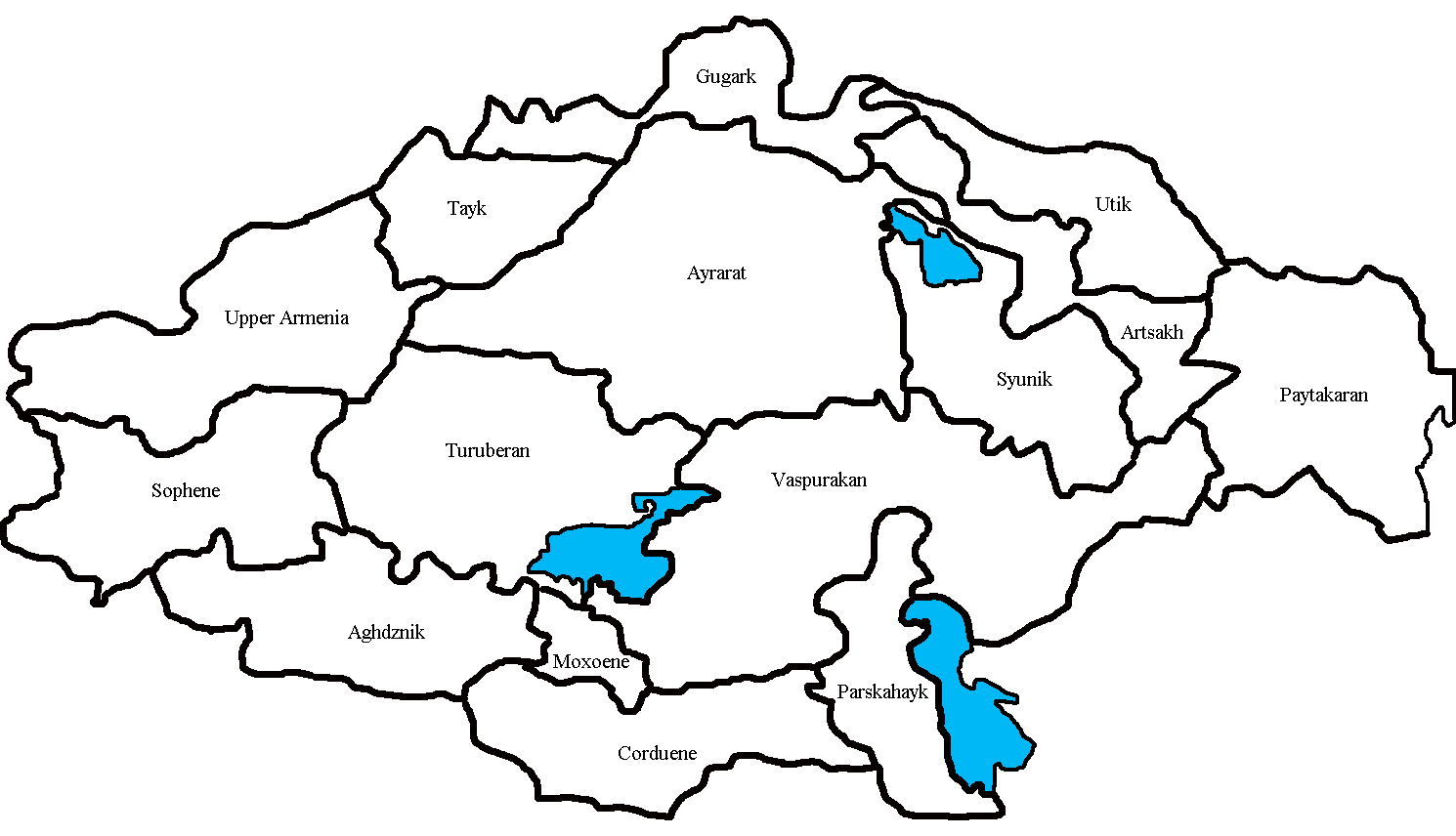
Paytakaran era la provincia más oriental del antiguo reino de Armenia.

Paytakaran (en armenio: Փայտակարան Pʿaytakaran) era la provincia más oriental del Reino de Armenia. Estaba ubicada en el área de los cursos inferiores de los ríos de Kurá y Aras, adyacentes al mar Caspio. Actualmente, el área está ubicada en el territorio del sureste de Azerbaiyán y el noroeste de Irán.

## Etimología
"La tierra de Pʿayt", era el término aplicado por los medos a este territorio al norte de Media. karan significa frontera, región o tierra en idioma medo y Talish i. Pʿayt es probablemente el nombre de una tribu del Caspio, similar al caso de Lankaran. Payt también significa "madera" en armenio.

## Provincia de Armenia Mayor
Los armenios adquirieron la región en el siglo II a. C.  Según Ashkharatsuyts de Anania Shirakatsi ("Atlas mundial", siglo VII d. C.), Paytakaran era la undécima entre las 15 provincias del Reino de Armenia. Estaba ubicada al este de Utik en Araxes y estaba dividida en 12 cantones ( gavars ), que en ese momento estaban en posesión de Atropatene:
- Hrakot-Perozh (centro: Paytakaran)
- Vardanakert (centro: Vardanakert)
- Rot-i-Bagha
- Hani
- Atshi-Bagavan (centro: Bagavan)
- Kaghan-Rot
- Koekyan
- Aros
- Vormizd-Perozh
- Pichan (centro: Pichan)
- Spandaran-Perozh (centro: Spandaran)
- Alevan (centro: Alevan)

## Historia
- Antes de convertirse en Paytakaran, la región era conocida como Caspiane por los autores grecorromanos. Caspiane fue disputado entre las potencias regionales. Según Estrabón: "Al país de los albaneses pertenece también el territorio llamado Caspiane, que lleva el nombre de la tribu del Caspio, al igual que el mar; pero la tribu ahora ha desaparecido".[1] Estrabón también menciona a Caspiane entre las tierras conquistadas por el rey Artaxias I de Media en el siglo II a. C. Sin embargo, Armenia luego la perdió ante la Albania caucásica alrededor del 59 a. C., cuando Pompeyo reorganizó la geografía política de la región,[3] pero fue nuevamente conquistada por los armenios. En la década de 360 d. C., una feroz rebelión envolvió a Paytakaran pero luego fue sofocada por el sparapet Mushegh Mamikonian. Después de la división de Armenia en 387, permaneció como parte del este de Armenia hasta 428 (después de la disolución del reino armenio de Arshakuni)  y se agregó a Atropatene.  La región no era armenia por composición étnica.[4] La población aparentemente estaba formada por hablantes de iraní, como la tribu de los parrasianos.